# Пан-де-Асукар (Уругвай)
Пан-де-Асукар (исп. Pan de Azúcar) — город на юге Уругвая, в юго-западной части департамента Мальдонадо.

## География
Расположен примерно в 34 км к западу от города Мальдонадо, на пересечении автомобильных дорог № 7 и № 60. Ручей Пан-де-Асукар протекает через юго-западную окраину города. Название города произошло от названия близлежащего холма Серро-Пан-де-Асукар, расположенного, на самом деле, на территории соседнего муниципалитета Пириаполис.

## История
Населённый пункт был основан в октябре 1874 года Феликсом де Лисарса. Получил статус города (Ciudad) 7 сентября 1961 года.

## Население
Население города по данным на 2011 год составляет 6597 человек.
| Год  | Население |
| ---- | --------- |
| 1908 | 3409      |
| 1963 | 4190      |
| 1975 | 5125      |
| 1985 | 5513      |
| 1996 | 6532      |
| 2004 | 7098      |
| 2011 | 6597      |

Источник: Instituto Nacional de Estadística de Uruguay